# Пернецька Маліна
Пернецка Маліна (словац. Pernecká Malina) — річка в Словаччині, ліва притока Малини, протікає в окрузі Малацки.
Довжина — 10.8 км; площа водозбору 42,4 км² .
Витікає з масиву Малі Карпати над Загір'ям на висоті 448 метрів. Серед приток — Пернецький потік.
Впадає у Малину на висоті 180 метрів.